# Black Prince (motorfiets)
Black Prince was Brits merk van motorfietsen.
De bedrijfsnaam was: Black Prince Motors, E.W. Cameron, Askern, Doncaster, later Black Prince Motors Ltd., Barnard Castle, Co., Durham.

## Black Prince motorfiets
E.W. Cameron presenteerde in 1919 een motorfiets die op bijna alle fronten afweek van eerder gebruikte technieken. Dat was ook de reden dat de machine veel te duur was en nooit op de markt kwam.

### Motor
De motor was een door H. Singleton uit Liverpool gepatenteerde 396cc-tweetakt-boxermotor met verzette (180°) kruktrappen. De motor had echter al vlakke zuigers (in tegenstelling tot de bij tweetakten gebruikelijke kamzuigers). Het brandstofmengsel kwam via één carburateur in de achterste cilinder (de motor was dwarsgeplaatst, waardoor één cilinder naar achteren wees en de andere naar voren). Het gezamenlijke inlaatspruitstuk was een van koelribben voorziene buis. Het mengsel ging vanaf de achterste cilinder naar een snuffelklep waar de verbranding al begon doordat daar ook een gezamenlijke bougie zat. Dat betekende dat beide cilinders tegelijk een arbeidsslag leverden. De afdichting was echter niet goed en dat was een van de kinderziekten van de motor.

### Rijwielgedeelte
Ook het rijwielgedeelte was helemaal anders dat tot dan toe gebruikelijk. Het meest opvallend was het plaatframe, dat de hele motor omsloot en uitmondde in het achterspatbord. Het bestond uit twee in model geperste platen waarin losse deksels zaten die konden worden verwijderd om aan de motor te kunnen werken. Het achterframe annex spatbord was het bovenste aansluitpunt voor de achterveren die de machine tamelijk uniek maakten, want achtervering was nog zeer zeldzaam. Er was dan ook al een swingarm toegepast. Dit waren allemaal technieken die pas in de jaren vijftig gemeengoed zouden worden. De voorvork was een korte schommelvork. Bovendien had de machine al trommelremmen, terwijl de meeste motorfietsen geremd werden door een velgrem of een houten blok tegen de poelie van de riemaandrijving. De Black Prince had echter al cardanaandrijving. De velgen hadden geen spaken, ook deze bestonden uit twee aan elkaar geschroefde of geklonken metalen platen. Aan de onderkant werd het frame verstevigd door de bevestiging van de motor zelf, die dus dragend was opgehangen.

## Black Prince Runabout
Er werden ook pogingen gedaan om driewielers te maken. De Black Prince Runabout was een driewielige cyclecar die door A.G. Cocks was ontworpen.

## Zelfmoord
Misschien waren de Black Prince twee- en driewielers nog wel doorontwikkeld tot bruikbare ontwerpen, maar toen E.W. Cameron in 1920 zelfmoord pleegde kwam aan deze hoop een einde.

## Black Prince Motors Ltd
In datzelfde jaar begon Black Prince Motors Ltd. in Durham met de productie van vierwielige cyclecars. Het is echter niet bekend of hierbij ontwerpen van het oorspronkelijke merk Black Prince werden overgenomen. In elk geval werd de experimentele boxermotor niet toegepast: men maakte verschillende modellen met Union-tweetaktmotoren. Het waren 346cc-motoren, waarbij voor de zwaardere modellen gekozen werd voor twee van deze motoren die naast elkaar gemonteerd werden. Het eerste model had een houten carrosserie, maar het tweede model was uit plaatstaal gemaakt, waarbij carrosserie en chassis één geheel vormde. Dit was dus een zelfdragende carrosserie, naar het voorbeeld van de motorfiets van Cameron. Ook dit bedrijf overleefde het niet: In 1921 was het van de markt verdwenen.